# Castillo de Vannaröd
El Castillo de Vannaröd (en sueco: Vannaröds slott) es una propiedad del municipio de Hässleholm en Escania,  Suecia. La mansión fue construida en estilo Tudor durante 1890 por Gustaf Christian Edvard Barnekow (1837-1916) y su esposa Agnes Sofía Montgomery (1848-1936). Barnekow hizo que se construyera como una copia del hogar ancestral de su esposa en Escocia. Vannaröd ha sido propiedad de Sösdalaortens Bygdegårdsföreningen desde 1953. El edificio principal actualmente está alquilado y opera un restaurante.